# Aya de Yopougon (film)
Ne doit pas être confondu avec Aya de Yopougon.
Pour plus de détails, voir Fiche technique et Distribution.
Aya de Yopougon est un long métrage d'animation français réalisé par Marguerite Abouet et Clément Oubrerie et sorti en 2013. Il est basé sur la bande dessinée du même nom.

## Synopsis
Le film se déroule à Yopougon, un quartier populaire d'Abidjan, en Côte d'Ivoire, à la fin des années 1970, et suit la vie sentimentale et familiale d'un groupe d'adolescentes. Tandis qu'Aya se consacre essentiellement à ses études, ses amies Adjoua et Bintou pensent surtout à sortir le soir pour « gazer » (draguer) dans les « maquis » (les bars dansants), dans l'espoir de sortir avec un garçon malgré la surveillance de leurs familles qui redoutent les « génitos » (les séducteurs sans scrupules). Adjoua noue une relation avec un jeune homme, Moussa, le fils de Bonaventure Sissoko, l'un des hommes les plus riches du pays. Mais les choses se compliquent notablement lorsqu'elle se retrouve enceinte.

## Fiche technique
- Titre : Aya de Yopougon
- Réalisation : Marguerite Abouet et Clément Oubrerie
- Scénario : Marguerite Abouet, d'après l'œuvre de Marguerite Abouet et Clément Oubrerie
- Musique : Alexandre Fleurant
- Producteur : Antoine Delesvaux, Thomas Cornet, Mayumi Pavy, Joann Sfar et Clément Oubrerie
- Production : Autochenille Production et Banjo Studio
- Distribution : UGC Distribution
- Pays :  France
- Genre : animation, comédie dramatique
- Durée : 84 minutes
- Dates de sortie :
  - France : 17 juillet 2013

## Distribution
- Aïssa Maïga : Aya
- Tella Kpomahou : Bintou
- Jacky Ido : Ignace, Hervé, Moussa, Basile, Sidiki et Arsene
- Tatiana Rojo : Adjoua
- Ériq Ebouaney : Hyacinthe
- Atou Ecare : Simone Sissoko
- Sabine Pakora : Koro et Modestine
- Djedje Apali : Mamadou
- Diouc Koma : John Pololo
- Binda Ngazolo : Alphonse et le photographe
- Mokobé : le DJ
- Jean-Baptiste Anoumon : Grégoire
- Claudia Tagbo : Jeanne et Alphonsine
- Pascal N'Zonzi : Bonaventure Sissoko
- Corinne Haccandy : Félicité
- Emil Abossolo-Mbo : Koffi, Dieudonné, Gervais, le père de Mamadou et Dame marche
- Marguerite Abouet : Fanta et la mère de Mamadou

## Production
Aya de Yopougon est le second film d'animation du studio de production Autochenille Production cofondé par Joann Sfar et Clément Oubrerie et consacré à la production de films d'animation adaptés de bandes dessinées. Le premier film était Le Chat du rabbin, adapté de la bande dessinée du même nom de Joann Sfar. Le deuxième est logiquement adapté de la bande dessinée de Marguerite Abouet et Clément Oubrerie. La bande dessinée étant trop longue (six tomes à l'époque) pour être adaptée en entier en un seul film, le scénario du film adapte seulement l'intrigue des deux premiers volumes. L'enregistrement des dialogues a précédé l'animation proprement dite, ce qui a permis aux dessinateurs de se caler sur les voix. Une première maquette du film est confectionnée avec des voix provisoires, dont celle de Marguerite Abouet, scénariste de la bande dessinée, pour les personnages féminins ; le doublage définitif est ensuite enregistré une fois choisis les acteurs de doublage. L'animation est prise en charge par Banjo Studio, le studio d'animation fondé en même temps qu'Autochenille Production. Le film dispose d'un budget compris entre 6 et 7 millions d'euros.

## Réception
En France, le film reçoit un bon accueil tant de la presse que du public. Dans la revue mensuelle de cinéma Positif, Michel Roudévitch estime que le film est une bonne adaptation de la bande dessinée Aya de Yopougon : le film lui paraît « fidèle (fond et forme) aux farces et embrouilles des deux premiers épisodes de cette comédie bédélirante. » Le quotidien Ouest-France donne au film trois étoiles sur quatre et apprécie l'originalité des graphismes par rapport aux films d'animation à gros budget sortis pendant le même été (« on est loin ici du déversement d'images fabriquées toutes dans le même moule d'ordinateurs, à la manière des productions hollywoodiennes ») ainsi que la fidélité à la bande dessinée originale et le fait que le « pittoresque et (...) l'exotisme dans la re-création des décors et des personnages » sont équilibrés par « la recherche d'un certain réalisme dans la description d'une société d'époque », tant dans les images et l'intrigue que dans le langage qui restitue l'argot local. Le quotidien chrétien La Croix livre également une critique très favorable, dans laquelle Yaël Eckert apprécie tant l'esthétique et les voix du film que l'emploi de l'argot local, l'humour et la mise en avant de la débrouillardise des personnages féminins ; il rapproche favorablement le film des précédentes adaptations de BD par leurs propres auteurs qu'étaient Persépolis de Marjane Satrapi et du Chat du rabbin de Joann Sfar.
Pour Cécile Mury dans Télérama, « Tout déborde de vie (...), les couleurs vibrent », et le tableau des années 1970 et de la vie sociale du quartier de Yopougon est « tendre, mais pas idéalisé ». Dans le quotidien Le Monde, Jacques Mandelbaum est d'un avis plus partagé sur ce sujet : il juge l'univers du film « hélas un peu entaché par la joliesse et l'édulcoration » et y voit des « chromos d'Abidjan ». Dans L'Express, Christophe Carrière juge au contraire que c'est l'animation qui pose problème, à cause d'une « fluidité en deçà de celle à laquelle on est désormais habitué », mais que le scénario compense ce défaut par « situations truculentes et édifiantes » et une réflexion sur un sujet universel.
Dans Le Parisien, Christophe Levent confère à Aya de Yopougon deux étoiles sur trois et y voit « un bon divertissement familial », dont l'animation qu'il qualifie d'animation « à l'ancienne » lui semble appropriée au sujet ; le film lui semble cependant ne pas être assez rythmé pour susciter l'enthousiasme.
Selon la critique de Libération, « le résultat final laisse un sentiment mitigé, comme si les éléments de la BD, en s’animant, devenaient un coup plus enfantins, un coup plus kitch » ; quoique « vraiment pas déshonorant », le film lui semble « [manquer] singulièrement de folie, et peut-être, tout simplement... de moyens ».

## Box office
En France, le film sort le 17 juillet 2013 et est diffusé dans 90 salles. Il rassemble 44 926 entrées en première semaine, 29 347 en deuxième semaine, 19 560 en troisième semaine et 14 300 en quatrième semaine, cumulant un peu plus de 108 100 entrées après un mois d'exploitation.

## Distinctions

### Nominations
César 2014 : meilleur film d'animation

## Produits dérivés
Un livre sur les coulisses du film, Aya de Yopougon, avec des textes de Jean-Claude Loiseau, est édité chez Gallimard au moment de la sortie du film. Une intégrale réunissant les deux premiers volumes de la bande dessinée sort également chez Gallimard à l'occasion de la sortie du film.